# Empoasca
Genre
Empoasca est un genre d'insectes de l'ordre des hémiptères (les hémiptères sont caractérisés par leurs deux paires d'ailes dont l'une, en partie cornée, est transformée en hémiélytre), de la famille des Cicadellidae.
Ces insectes communément appelés cicadelles, sont des insectes sauteurs et piqueurs et ils se nourrissent de la sève des végétaux grâce à leur rostre.

## Liste des espèces
(liste vraisemblablement incomplète)
- Empoasca convergens
- Empoasca fabae Harris, 1841 – cicadelle de la pomme de terre
- Empoasca petiolaridis
- Empoascae longella
- Empoasca luda
- Empoasca solana Delong, 1931
- Empoasca stevensi Young, 1953
- Empoasca vitis (Göthe, 1875) – cicadelle des grillures de la vigne
- Empoasca flavescens